# Celaena pallida
Celaena pallida är en fjärilsart som beskrevs av Heydemann 1938. Celaena pallida ingår i släktet Celaena och familjen nattflyn. Inga underarter finns listade i Catalogue of Life.